# Annapolis (Missouri)
Annapolis és una població dels Estats Units a l'estat de Missouri. Segons el cens del 2000 tenia 310 habitants.

## Demografia
Segons el cens del 2000, Annapolis tenia 310 habitants, 136 habitatges, i 84 famílies. La densitat de població era de 315 habitants per km².
Dels 136 habitatges en un 29,4% hi vivien nens de menys de 18 anys, en un 43,4% hi vivien parelles casades, en un 16,2% dones solteres, i en un 38,2% no eren unitats familiars. En el 38,2% dels habitatges hi vivien persones soles el 20,6% de les quals corresponia a persones de 65 anys o més que vivien soles. El nombre mitjà de persones vivint en cada habitatge era de 2,13 i el nombre mitjà de persones que vivien en cada família era de 2,79.
Per edats la població es repartia de la següent manera: un 22,6% tenia menys de 18 anys, un 8,7% entre 18 i 24, un 27,4% entre 25 i 44, un 16,8% de 45 a 60 i un 24,5% 65 anys o més.
L'edat mediana era de 39 anys. Per cada 100 dones de 18 o més anys hi havia 71,4 homes.
La renda mediana per habitatge era de 16.389 $ i la renda mediana per família de 24.464 $. Els homes tenien una renda mediana de 20.417 $ mentre que les dones 18.125 $. La renda per capita de la població era de 10.015 $. Entorn del 15,2% de les famílies i el 22,1% de la població estaven per davall del llindar de pobresa.

## Poblacions més properes
El següent diagrama mostra les poblacions més properes.